# Riksförbundet Balans
Riksförbundet Balans samlar föreningar som verkar lokalt för patienter och anhöriga kring depressionssjukdomar runt om i Sverige. 
Föreningen Balans bildades år 1997. Syftet är att stödja människor med liknande erfarenheter, erbjuda gemenskap och råd om hur man kan hantera depression och bipolär sjukdom (manodepression). Riksförbundets roll i organisationen är att samordna och verka informativt gentemot medlemmar och samhället. 
Riksförbundets främsta uppgifter och mål:
- Sprida information om depressions- och affektiva sjukdomar
- Verka för kunskap, respekt och bättre bemötande i samhället
- Samarbeta med psykiatriska vården
- Utveckla och stödja lokala nätverk
- Påverka beslutsfattare och politiker för en bättre vård

Riksförbundet är medlem i Funktionsrätt Sverige.